# Петронила (Тексас)
Петронила (енгл. Petronila) град је у америчкој савезној држави Тексас. По попису становништва из 2010. у њему је живело 113 становника.

## Демографија
Према попису становништва из 2010. у граду је живело 113 становника, што је 30 (36,1%) становника више него 2000. године.
| Група             | 2000.      | 2010.      |
| Белци             | 52 (62,7%) | 44 (38,9%) |
| Афроамериканци    | 1 (1,2%)   | 1 (0,9%)   |
| Азијати           | 0 (0,0%)   | 1 (0,9%)   |
| Хиспаноамериканци | 28 (33,7%) | 67 (59,3%) |
| Укупно            | 83         | 113        |